# Kleines Fiescherhorn
Das Kleine Fiescherhorn, auch Ochs genannt, ist ein 3895 m hoher Berg in den Berner Alpen in der Schweiz. Es liegt ebenfalls wie das höhere Grosse Fiescherhorn auf dem Hauptkamm der Berner Alpen, über den hier auch die Grenze der Kantone Bern und Wallis, der Gemeinden Grindelwald und Fieschertal sowie die Wasserscheide zwischen Aare und Rhone führen. Der Berg ist der nördlichste Punkt des Ostgrats (Fieschergrat) des Grossen Fiescherhorn, von dem es nur knapp einen Kilometer entfernt liegt und durch eine unbenannte, 3819 m hohe Scharte getrennt ist. Zusätzlich schickt der Berg einen weniger ausgeprägten Grat nach Norden, der die heute Ischmeer (früher Grindelwald-Fieschergletscher) und Oberes Ischmeer genannten Restgletscher des früheren Unteren Grindelwaldgletschers voneinander trennt. Die Vergletscherung reicht nordöstlich fast bis an den Gipfel heran, während die Nord- und Nordwestflanken des Kleinen Fiescherhorns sehr steil sind und als mehrheitlich eisfreie, bis zu 1250 m hohe und vier Kilometer breite Fiescherwand zum Ischmeer abfallen. Die Südflanken sind im Gipfelbereich relativ flach, ebenfalls vergletschert und gehören als Walliser Fiescherfirn zum Einzugsgebiet des Fieschergletschers. Obwohl sich das Kleine Fiescherhorn nur wenig vom Fieschergrat absetzt, erscheint es von Grindelwald her gesehen einigermassen prominent und präsentiert sich als spitzer Felsgipfel.
Da das Kleine Fiescherhorn im Schatten der beiden Viertausender Grosses Fiescherhorn und Hinteres Fiescherhorn steht und von weiteren höheren Bergen umgeben ist, wird es deutlich seltener bestiegen als diese. Die Normalroute führt von der Finsteraarhornhütte auf den Gipfel (WS), auch denkbar sind Anstiege von der Mönchsjochhütte oder der Konkordiahütte über den Fieschersattel sowie selten der Anstieg von der Schreckhornhütte über den Nordgrat (SS). Die Winterroute führt ebenfalls von Süden über die Finsteraarhornhütte zum Gipfel und wird mit ZS- bewertet.